# 荒川強啓 デイ・キャッチ!
『荒川強啓 デイ・キャッチ!』（あらかわきょうけい デイ・キャッチ!）は、TBSラジオで放送されていたラジオ番組。

## 概要
「聴く夕刊」と銘打ち、報道系バラエティもしくはワイドショー的な位置づけの番組である。街頭アンケートと番組サイトの投票に基づく、ニュースのランキングを中心に構成されていた。
1995年4月10日、それまで若山弦蔵が22年間・通算5734回にわたってパーソナリティを務めた『おつかれさま5時です』→『東京ダイヤル954』に代わって放送開始。第1回のゲストは、当時の東京都知事選挙で初当選した青島幸男。
放送開始当初の正式番組名は『ザ・ファイト〜荒川強啓 デイ・キャッチ!』であったが、しばらくして現在の番組名になった。
基本として関東ローカルで放送されていたが、かつてはKZOO（ハワイ州のラジオ局）でも、毎週日曜日 - 木曜日の20:30 - 21:45（現地時間、日本時間15:30 - 16:45）に放送されていた。17時台には他のJRN系列局との同時ネットゾーンを設定。2014年3月31日以降は、17:15 - 17:25に『ニュース・クリップ』、17:30 - 17:38に『ネットワークトゥデイ』（番組開始当初から内包しているJRN全国ニュース）、17:39 - 17:41に『ネットワーク・フラッシュ』（フラッシュニュース）、17:42 - 17:45に『“ほっと”インフォメーション』（スポーツニュース、いずれも『ネットワークトゥデイ』から独立）を編成していた。
聴取率に関しては、開始当初は『鶴光の噂のゴールデンアワー』（ニッポン放送）などに苦戦していたが、その後、聴取率首位を獲得し、終了まで1位が続いた。
歴代番組プロデューサーは、古川博志（1995年 - ）、赤坂知泰、稲見亜矢、村澤青子、朝倉靖晶（2007年 - 2009年）、飯島一彰（2009年 - 2013年）、長田ゆきえ（2013年 - 2016年）、鳥山穣（2016年 - 2019年）。

## 番組の終焉とその後
2018年4月13日に放送6000回を迎えたが、2019年1月21日の放送で3月末をもって放送を終了することを発表。3月29日（金曜日）の放送が最終回となった。TBSラジオ関係者は「TBSラジオの武器でありリスナーから支持されてきた報道路線の重要さには目を向けない。新規リスナーの開拓は大切ですけど、それでこれまで支えてきてくれたリスナーを簡単に切り捨てるのはどうなのか?という声や、自由な報道が守れなくなるのではないかと不安視する声は社内でも起きている」と語っている。最終回のエンディングでは、片桐が聴取者からのメールを読み上げている途中で涙声になり、声を詰まらせながらもメールを読み上げた後、この番組への思い入れを語った。続けて荒川が「24年に渡ってお送りして参りました『デイ・キャッチ!』、本日をもって終了とさせていただきます。（中略）“平成”という時代と共に幕を閉じる ことに当たりまして、その歴史の片隅に『デイ・キャッチ!』という番組の、その存在を刻み込んでもらえることが出来れば、幸いだと思います。長い間、ありがとうございました」と述べ、聴取者に感謝した。最後は荒川と片桐が「では皆さん、ありがとうございました!さよなら!!」と挨拶し、これをもって通算24年・全6250回の歴史に幕を閉じた。
2019年4月1日（月曜日）から、TBSラジオでは15:30 - 17:30に当番組の後継番組に当たる生ワイド番組『ACTION』の放送を開始。当番組の同時ネットゾーンに編成されていたコーナーのうち、『ネットワークトゥデイ』については、単独番組として『ネットワークフラッシュ』『“ほっと”インフォメーション』の内容を集約したうえで『ACTION』の直後に編成した。その一方で、『ニュースクリップ』は、当番組の本編とともに2019年3月29日で終了。同時間帯は、4月1日から、JRN加盟各局の自主編成ゾーンに変わった。
なお、その『ACTION』も翌2020年9月25日をもって終了。翌週9月28日からは夜間の報道番組『荻上チキ・Session-22』を本枠に移動した上で『荻上チキ・Session』に改題したため、結局は1年半ぶりに報道路線に回帰することとなったが、その『荻上チキ・Session』も2023年10月2日からは18時 - 21時に放送時間が再度変更された。そのため、それまで13時から放送していた『こねくと』（月 - 木曜）・『金曜ワイドラジオTOKYO えんがわ』（金曜）が同枠（14時から）の放送に変更されている。

## 放送時間の変遷
以下に記述する放送時間は、全て平日の放送。
放送開始当初の放送時間は16:30 - 18:00で、1997年10月から『全国こども電話相談室』の時間変更に伴い、16:00スタートとなる。さらに1999年10月からは、平日昼のワイド番組枠を短縮し、15:30スタートとなる。17:15 - 17:45は全国ネット枠となり、『小沢昭一の小沢昭一的こころ』→『うわさの調査隊』→『メキキの聞き耳』→『ニュースクリップ』、『ネットワークトゥデイ』を編成していた（地方局でも17:30で飛び乗り、または飛び降りとなる局があった）。
聴取率調査期間中はradikoとは別に、インターネットで同時放送される場合があった。また、かつては競輪中継が行われることがあり、その場合放送時間の短縮や休止があった。
ポッドキャストによる配信も行われてきたが、2016年6月30日をもって終了し『TBSラジオクラウド』に移行した。
- 1995年4月 - 1997年9月：16:30 - 18:00
  - 番組開始初期のころ（1995年・1996年）のナイターオフ期間は19:00まで放送時間を延長し、18時台は『デイ・キャッチ!S』として放送されていた[8][9]。
  - 1996年のナイターオフ期には本番組の土曜版として『サタデー・デイ・キャッチ!スポーツ』（パーソナリティ：栗山英樹、三井ゆり、清水大輔）が放送された（17:00 - 19:00）。
- 1997年10月 - 1999年9月：16:00 - 18:00
- 1999年10月 - 2000年3月：15:30 - 18:00
- 2000年4月 - 2013年3月：15:30 - 17:50
- 2013年4月 - 2018年3月：15:30 - 17:46
- 2018年4月 - 2019年3月：15:30 - 17:50

## 出演者

### パーソナリティ
- 荒川強啓[10]

荒川の休暇時のピンチヒッターはTBSの男性アナウンサーなどが務める。升田尚宏、蓮見孝之、高野貴裕、駒田健吾、中村尚登、武田一顯、安東弘樹、佐古忠彦らが務めた。

### アシスタント
- 片桐千晶（2013年1月7日 - 2019年3月29日）

アシスタントの休暇時のピンチヒッターはTBSアナウンサーなどが務める。これまでには出水麻衣、山田愛里、久保田智子、木村郁美、安東弘樹、水野真裕美、江藤愛、高畑百合子、皆川玲奈らが務めた。
過去
- 番組開始 - 2001年3月：井上みよ[10]
- 2001年4月 - 2009年4月3日：坂本咲子
- 2009年4月6日 - 2012年11月2日：杉浦舞
- 2012年11月5日 - 2012年12月31日（月曜日、火曜日担当）：豊田綾乃
- 2012年11月7日 - 2012年12月28日（水曜日 - 金曜日担当）：山内あゆ

### コメンテーター

#### デイ・キャッチ!ランキング／デイキャッチャーズ ボイス
主に16時台に出演。番組内ではスタジオ デイキャッチャーと呼ばれる。近藤と宮台は番組開始当初から出演。
- 月曜日：青木理（ジャーナリスト、2014年4月1日 - ）
- 火曜日：小西克哉（国際ジャーナリスト、1995年4月 - [12]）[10]
- 水曜日：近藤勝重（毎日新聞社専門編集委員 1995年4月12日 - ）[10]
- 木曜日：山田五郎（評論家 2007年4月5日 - ）
- 金曜日：宮台真司（社会学者 1995年4月14日 - ）[10]

#### ニュースプレゼンター
2014年から。16:30ごろに出演。当日のニュースに関する独自調査を披露する。
- 月曜日・水曜日 プチ鹿島
- 火曜日・金曜日 阿曽山大噴火
- 木曜日・ サンキュータツオ

#### デイ・キャッチ!ニュースクリップ
2013年から。月曜日・水曜日は17:15 - 17:25、火曜日・木曜日・金曜日は17:05 - 17:25に出演。
- 月曜日 北丸雄二（ジャーナリスト、アメリカ合衆国担当。2013年4月5日 - [13]）
- 火曜日 塚越健司（情報社会学者。2014年3月31日 - [14]）
- 水曜日 福島香織（ジャーナリスト、中華人民共和国担当。2013年4月2日 - [15]）
- 木曜日 週替わり
- 金曜日 佐々木紀彦（インターネットメディア「NEWS PICKS」編集長。2014年4月4日 - ）[16]

#### 過去
月曜日
- 山藤章二（放送開始 - 2003年3月）[10]
- 諸星裕（2003年4月 - 2007年3月26日） →火曜日から移動
- 町田徹（2007年4月2日 - 2014年3月24日）
- 青木理（ニュースクリップ、2013年4月1日 - 2014年3月24日）

火曜日
- 宇都木員夫（番組開始 - 1997年9月）[10]
- 福島瑞穂（1999年4月 - 2002年3月）
- 諸星裕（2002年4月 - 2003年3月）
- 村千鶴子（2004年4月 - 2008年3月25日）
- 木場弘子（2008年4月1日 - 2009年3月24日・元TBSアナウンサー）
- 姜誠（ルポライター、大韓民国担当。2014年4月8日 - 2016年3月15日）（隔週）
  - 1997年10月 - 1999年3月、2003年4月 - 2004年3月は週替わり

水曜日
- 冨田共和（ニュースクリップ、2013年4月3日 - 2014年3月26日）

木曜日
- 小西克哉（番組開始 - 1997年9月）
- 堀井憲一郎（1997年10月 - 2007年3月29日）
- 佐藤千矢子（ニュースクリップ、2013年4月4日 - 2014年3月27日）

金曜日
- 永谷脩 (デイ・キャッチ!プロファイリング、うわさの調査隊→メキキの聞き耳。1997年4月 - 2014年3月28日)　※金曜日以外にもスポーツ関連の話題には随時出演していた。

## タイムテーブル
2018年5月1日時点。☆はJRN系列一部ネット。
2017年年始から17時からのフラッシュニュース枠がなくなり、「ニュースクリップ」が前に延長されるようになる。
- 15:30 オープニング、交通情報
  - 冒頭、荒川と片桐がヘッドラインニュースを読み上げた後、タイトルコールジングルが流れたのに続いて、荒川と片桐が挨拶。その後、簡単なフリートークを挟んで天気予報・交通情報。そして、ヘッドラインニュースを詳報する。
  - 2012年3月までの｢デイ・キャッチ!スコープ｣の内容も取り込み、中継や専門家への電話がある。
  - ヘッドラインニュースの詳報が終わると、当日の内容やメッセージの受付メールアドレス・FAX番号を紹介する。
- 15:48 はぴねすくらぶ ラジオショッピング（祝日は休止）[18]
- 15:55 デイ・キャッチ!ランキング（ランキングのトップ3紹介後の16:25頃に交通情報を挿入）[19]
- 16:48 デイキャッチャーズ ボイス　
  - 水曜日：デイ・キャッチ!時事川柳![20]
- 17:00 お帰り天気予報・交通情報[21]
- 17:05 デイ・キャッチ! ニュースクリップ（火曜日・木曜日・金曜日）
  - ジャーナリストを曜日替わりで迎え、日々動くニュースについて取材内容を踏まえて報告する（2013年4月 - ）。
  - 月曜日はこの枠に「週刊自動車批評 小沢コージのCARグルメ」、水曜日は「カルピス健康通販Presents スマイル先生 血管10万キロの旅」が内包される[22]。
- 17:15 ニュースクリップ☆（2014年3月31日 - ）
  - TBSラジオでは｢デイ・キャッチ! ニュースクリップ｣と一体のコーナーとして扱われる。ネット局に配慮し、コーナー冒頭のジングルと入りコメントで「TBSラジオをキーステーションに全国の皆さまに」とアナウンスする。TBSラジオでは17:25頃から交通情報と天気予報。
- 17:30 ネットワークトゥデイ☆
- 17:45 エンディング

### 開始当初のタイムテーブル
コーナーの放送時間は『東京ダイヤル954』終了時点のものをほぼ引き継いでおり、「イブニングミュージック」が「デイキャッチ・ランキング」と「噂の特ダネ大チェック」に、17時のTBSニュースが「デイ・キャッチ・ヘッドライン」に替わっている。
- 16:30 オープニング〜交通情報
- 16:35 デイキャッチ・ランキング
- 16:50 噂の特ダネ大チェック
- 17:00 デイ・キャッチ・ヘッドライン
- 17:05 三菱ドライビングポップス
- 17:15 小沢昭一の小沢昭一的こころ
- 17:30 三共ホットインフォメーション
- 17:35 ネットワークトゥデイ
- 17:50 プロ野球スクランブル

### 過去のコーナー
- 山藤章二のずれずれ草：月曜日。山藤のコラム。朗読は荒川強啓。のちにCDブックを発売。
- 15時台
  - アステラス製薬 明日も元気!：2001年4月から2017年3月までの15:43に放送。
  - 銀座ウイル こだわりラジオショッピング：ウイルコ提供。2006年10月2日 - 2009年4月14日の15:53に放送。
- デイ・キャッチ!テレフォン：2009年10月2日まで16:35に放送。1つのテーマについて、リスナーが電話出演する等して意見をする。
- 16:50
  - 噂の特ダネ 大チェック：開始当初から1996年3月まで16:50に放送。
  - チェックポイント：1996年4月から1997年9月まで16:50に放送。
  - デイ・キャッチ! プロファイリング：1997年10月から2009年3月まで16:50に放送。
    - 月曜日：｢鈴木松美・音、その新世界｣
    - 火曜日：｢松崎菊也のあの人の独り言｣[23]
    - 金曜日：｢永谷脩のプロ野球・今週の特ダネ!｣[24]
- 17:00
  - THE ROAD TO SUPER HERO：2003年4月から9月まで（その後『スポーツBOMBER!』の1コーナーとなり、さらに2004年4月から2008年3月まで日曜夕方に単独番組として放送）
- 17:05（｢きのこ習慣｣以外はJRN系列ネット。系列局は別の時間に放送）
  - 三菱ドライビングポップス：1996年3月まで。その後三菱自動車がスポンサーから撤退し、半年後には関東ローカルとなるも、番組自体は1997年3月まで継続。
  - 中村雅俊マイ・ホームページ：1996年10月から2009年4月3日まで。番組開始から半年間は18時台の『デイ・キャッチ!S』内で放送された。
  - feel the mind〜最上の出会い〜：2009年4月から2011年4月1日まで
  - サウンド・キャッチ：2011年4月から2013年3月29日まで（以後も2013年9月まで一部系列には裏送りで放送された）
  - はじめよう!きのこ習慣!：2017年4月4日 - 2017年6月27日（この番組はTBSのみでネット）
- 17:15（JRN系列ネット。一部系列は別の時間に放送）
  - 小沢昭一の小沢昭一的こころ：1998年3月まで
  - うわさの調査隊：1998年4月から2009年10月2日まで
  - メキキの聞き耳：2009年10月から2014年3月まで
- 17:30以降
  - ホットインフォメーション：開始当初は「ホンダ・イブニングダイアリー」を継承した事前収録のコラムコーナー[25]だった。JRN系列でも時差放送されており、新聞のラジオ番組欄の見出しには｢強啓｣とだけ書かれることが多かった。
  - 大正製薬PRESENTS デイ・キャッチヘルスマネージング

## 演出
- 1995年4月10日
  - オープニング・エンディング曲は番組オリジナル。
  - タイトルコールの声は初代アシスタントの井上みよと荒川。番組名から「ザ・ファイト」が取れた後は井上のみ担当。
- 2001年4月
  - タイトルコールの声は宮内鎮雄（当時TBSアナウンサー）。
- 2007年4月
  - 一部のサウンド ステッカーが変更。
- 2009年4月
  - BGMとサウンドステッカー、タイトルコールが変更。
  - オープニング･エンディング曲は｢Stars｣（Jiva）、交通情報のBGMはオープニング直後のものを除き、｢Breaking Point｣（A.Y.B. Force）。
- 2013年1月
  - BGMとサウンドステッカー、タイトルコールが変更。
  - オープニング曲は番組オリジナル（片岡宏介作曲）。交通情報のBGMはオープニング直後のものが｢Flow｣（Stormchild）、それ以外は｢As simple as Snow｣（Lusrica）。
- 時期不明
  - その他、交通情報BGMとして使用された曲：｢Stiff Nails｣（T-SQUARE）、｢Glory｣（Casiopea）、「Night Runner｣（難波正司）など

## ニュースクリップ ネット局
TBSラジオ以外の放送局は、全て独立した番組として放送。17:25のローカル枠は大半の局が道路情報・天気予報に充てているが、TBSから裏送りで流れるBGMをそのまま使用している放送局もある。
| 放送対象地域   | 放送局名               | ローカル枠の状況・備考    |
| -------------- | ---------------------- | ------------------------- |
| 関東広域圏     | TBSラジオ              | 制作局 道路情報・天気予報 |
| 青森県         | 青森放送               | 県内の話題・天気予報      |
| 秋田県         | 秋田放送               | 天気予報                  |
| 山形県         | 山形放送               | 天気予報                  |
| 富山県         | 北日本放送             | 県内の話題・天気予報      |
| 石川県         | 北陸放送               | 2018年3月30日ネット終了   |
| 福井県         | 福井放送               | 県内の話題・天気予報      |
| 山梨県         | 山梨放送               | 交通情報                  |
| 静岡県         | 静岡放送               | 2015年3月27日ネット終了   |
| 島根県・鳥取県 | 山陰放送               | 明日の暦・天気予報        |
| 岡山県         | 山陽放送               | 交通情報                  |
| 山口県         | 山口放送               | 2017年3月31日ネット終了   |
| 高知県         | 高知放送               |                           |
| 長崎県・佐賀県 | 長崎放送 NBCラジオ佐賀 | エリアの話題              |
| 熊本県         | 熊本放送               | 2015年3月27日ネット終了   |
| 大分県         | 大分放送               | 交通情報                  |
| 宮崎県         | 宮崎放送               | 交通情報                  |

## 大地震関連特番
2011年3月11日14時46分頃に発生した東北地方太平洋沖地震の影響により、当日の放送は内容を大幅に変更したほか、翌日の3月12日は番組の放送がない土曜日であるが、荒川と杉浦の進行で報道特別番組が組まれた。また、TBSラジオのほか、多くの地方局でも同時ネットされた。